# Шарабидзе, Кристина Бачукиевна
Кристина Бачукиевна Шарабидзе (род. XX век, Владимир) — исполнительница на домре, профессор МГИМ имени А. Г. Шнитке, кандидат педагогических наук (2012), лауреат всероссийских и международных конкурсов. Солистка Национального академического оркестра народных инструментов России имени Н. П. Осипова

## Биография
Родилась в городе Владимире. Заниматься музыкой начала в 9 лет. Окончила специализированную музыкальную школу при Владимирском музыкальном училище, затем музыкальное училище (класс преподавателя Анатолия Алексеевича Коткова).
В 2008 г. с отличием окончила Московский государственный институт музыки имени А. Г. Шнитке (класс профессора, народного артиста РФ Сергея Федоровича Лукина ) и там же аспирантуру (2011 г.).
В настоящее время Кристина является солисткой Национального академического оркестра народных инструментов России имени Н. П. Осипова (http://www.ossipovorchestra.ru/).

## Концертная деятельность
Ведёт активную концертную деятельность, выступая в качестве солистки на ведущих концертных площадках Москвы таких как: Концертный Зал П. И. Чайковского, Московский Международный Дом Музыки, Концертный зал РАМ им. Гнесиных, Crocus City Hall и др., а также во многих городах России.
Выступала с сольными концертными программами в Германии, Голландии, Бельгии, Финляндии.
Принимала участие в известных российских музыкальных фестивалях таких как «Московская осень», «Петербургская осень», «Созвездие мастеров», «Струны молодой России».
В репертуаре исполнительницы произведения многих стилей и эпох — от Ф. Куперена до С. Губайдулиной. Особое внимание в своем творчестве она уделяет музыке современных композиторов. В последние годы тесно сотрудничает с ведущими современными композиторами Михаилом Броннером, Кириллом Волковым, Григорием Зайцевым и является первым исполнителем ряда произведений, написанных для домры.

## Научно-преподавательская деятельность
Наряду с исполнительской деятельностью Кристина большое внимание уделяет педагогической работе. С 2009 г. преподает в Московском государственном институте музыки имени А. Г. Шнитке. Многие её воспитанники являются лауреатами Всероссийских и Международных конкурсов.
Успешно занимается научной деятельностью. Кристина Шарабидзе неоднократно выступала с докладами на Международных научно-практических конференциях. В 2012 г. ей присуждена ученая степень кандидата педагогических наук.
С 2016 года — доцент МГИМ имени А. Г. Шнитке
Важное место в научной деятельности занимает учебно-методическая работа. Ею составлено множество учебных программ по специальным дисциплинам, используемых в практике обучения в МГИМ имени А. Г. Шнитке, и в ряде других учебных заведений страны. Так же опубликован ряд авторских переложений произведений для домры.
Подлинная любовь к народным инструментам, а также инициативность и целеустремленность позволили Кристине организовать и провести на базе МГИМ им. А. Г. Шнитке целый ряд уникальных в своем роде инновационных образовательных проектов, направленных на развитие профессионального исполнительства и педагогики в области народно-инструментального исполнительства — это и Первый московский форум «Домра 2017», собравший более 150 ведущих домристов со всей России, а также Школа мастерства «Балалайка — XXI век», а которой приняли участие свыше 100 исполнителей и преподавателей на балалайке Москвы и Московской области. В феврале 2018 г. под руководством Кристины Шарабидзе состоялся новый масштабный методико-образовательный проект — AccordionForum 2018, в фокусе которого вопросы баянно-аккордеонного исполнительства. В мае 2018 года она провела международный образовательный проект Школа мастерства «Art of Mandoline», в центре которого искусство игры на мандолине.
В самое ближайшее время стартует еще один проект, продолжающий данную линию — Школа мастерства «Искусство классической гитары». Школа будет проходить с 29 октября по 2 ноября 2018 в МГИМ им. А. Г. Шнитке.

### Публикации
Статьи в научных изданиях:
- Шарабидзе К. Б. К проблеме обучения игре на домре на современном этапе // Актуальные проблемы высшего музыкального образования. — Нижний Новгород, 2011. — № 2 (18).С.81-83 (0,37 п.л.).
- Шарабидзе К. Б. Современное образование и актуальные проблемы подготовки исполнителей на народных инструментах // Дискуссия. — Екатеринбург, 2011. — № 8 (16).С.115-118 (0,37 п.л.).
- Шарабидзе К. Б. О некоторых особенностях подбора репертуара в обучении игре на домре // Проблемы преподавания музыкальных дисциплин на современном этапе: Тезисы Второй межвузовской научно-практической конференции. — М.: МГИМ им. А. Г. Шнитке, 2009. С.39-42 (0,13 п.л.).
- Шарабидзе К. Б. Ансамблевое музицирование и его роль в воспитании домриста // Проблемы преподавания музыкальных дисциплин на современном этапе: Материалы Третьей межвузовской научно-практической конференции. — М.: МГИМ им. А. Г. Шнитке, 2010. С.52-59 (0,34 п.л.).
- Шарабидзе К. Б. Старинный репертуар и его роль в обучении игре на домре (музыка клавесинистов) // Вопросы совершенствования профессиональной подготовки педагога-музыканта: Сборник научных трудов. Вып.16. — М.: МПГУ, 2011. С.89-95 (0,35 п.л.).
- Шарабидзе К. Б. Роль переложения в домровом исполнительстве и педагогике // Музыка в современном мире: наука, педагогика, исполнительство: тезисы VII Международной научно-практической конференции. — Тамбов: ТГМПИ, 2010. С.81-84 (0,13 п.л.).
- Шарабидзе К. Б. К вопросу о методическом обеспечении педагогов-домристов на современном этапе // Проблемы преподавания музыкальных дисциплин на современном этапе: Материалы Четвёртой межвузовской научно-практической конференции. — М.: МГИМ им. А. Г. Шнитке, 2011. С.47-62 (0,65 п.л.).
- Шарабидзе К. Б. Пути развития исполнительства на домре // Проблемы преподавания музыкальных дисциплин на современном этапе: Материалы Пятой межвузовской научно-практической конференции. — М.: МГИМ им. А. Г. Шнитке, 2012. С.57-64 (0,46 п.л.).

## Достижения
Лауреат известных Всероссийских и Международных конкурсов в области народно-инструментального искусства, в числе которых: VII Всероссийский конкурс исполнителей на народных инструментах (Владимир, 2008 г.); I Всероссийский конкурс «Домра XXI век» (Москва, 2008 г.); VII Всероссийский конкурс «Молодые таланты России» (Москва, 2010 г.), IV Международный конкурс «Современное искусство и образование» (Москва, 2010 г.); I Международный конкурс исполнителей на народных инструментах имени М. А. Матренина (Кемерово, 2014).
В 2014 г. удостоена премии Правительства Москвы в области культуры в номинации «Лучший молодой специалист в сфере культуры».